# This is Halloween
«This is Halloween» es una canción compuesta por Danny Elfman para la película The Nightmare Before Christmas, cantada por los ficticios residentes de la Ciudad de Halloween, principal escenario de la película.
La canción fue versionada por Marilyn Manson para el 13º aniversario del lanzamiento de la banda sonora de la película ( También versionada por Panic! At the Disco para el mismo soundtrack ). Cover convertido el sencillo para promoción de su álbum Eat Me, Drink Me, el tema llegó a la posición 37° en los Hot Modern Rock Tracks. The Candy Spooky Theater, una banda japonesa altamente influenciada por las películas de Tim Burton, realizó una versión de la canción incluida en su segundo álbum de estudio Scarywonderland lanzado en 2010. 

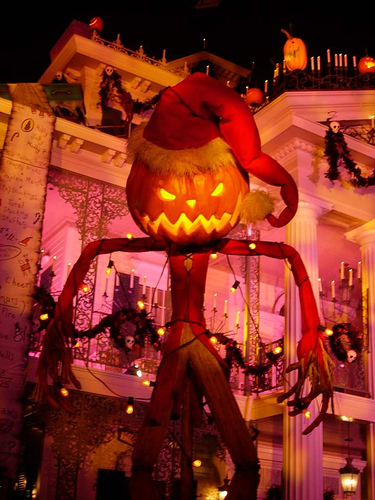
Halloween Época y habiente la cual inspira a la letra del tema y a la película Nightmare Before Christmas.

## Idiomas
| Lenguas                       | Título                                        | Traducción              |
| ----------------------------- | --------------------------------------------- | ----------------------- |
| Árabe                         | N/A                                           | N/A                     |
| Alemán                        | Hier in Halloween                             | Aquí en Halloween       |
| Español Europeo               | Esto es Halloween                             | N/A                     |
| Español Americano             | Esto es Halloween                             | N/A                     |
| /Inglés                       | This is Halloween                             | Esto es Halloween       |
| Portugués de Brasil (VHS/DVD) | VHS- Isso é Halloween DVD- Este é o Halloween | Esto es Halloween       |
| Francés                       | C'est Halloween                               | Es Halloween            |
| Italiano                      | Questo è Halloween                            | Esto es Halloween       |
| Ruso                          | Это Хэллоуин ("Eto Khellouin")                | Es Halloween            |
| Polaco                        | Witaj w Halloween                             | Bienvenido a Halloween  |
| Japonés                       | これがハロウィン ("Kore ga harouin")          | Esto es Halloween       |
| Griego                        | "Όλα μια γιορτή" (Óla mia ghiortí)            | Toda una celebración    |
| Coreano                       | 여긴 할로윈 ( "Yogui hallowin")               | Esto es Halloween       |
| Hebreo                        | N/A                                           | N/A                     |
| Eslovaco                      | N/A                                           | N/A                     |
| Tailandés                     | ในเมืองฮาโลวิน ("Nı meụ̄xng ḥā lo win")          | En la ciudad de Halowin |

## Curiosidades
- Marilyn Manson lo interpretó en Live Jay Leno en el año 2006, mientras daba indicios de tener un nuevo álbum en proceso. Fue la apertura de Manson, en los Scream Awards 2006, donde, finalmente, confirmó Estoy haciendo un nuevo álbum, espero que les guste.
- Tuvo gran aceptación por los charts Hot Modern Rock Tracks, donde también se anunció la promoción de Eat Me, Drink Me.
- El tema es muy escuchado el día de Halloween.

## Posiciones
| Listas                     | Posición | País           |
| -------------------------- | -------- | -------------- |
| Hot Modern Rock Tracks     | 37       | Estados Unidos |
| Hot Mainstream Rock Tracks | 58       | Estados Unidos |

## Apariciones
La canción aparece en el videojuego Just Dance 3